# Дарнет
Дарнет (фр. Darnets) насеље је и општина у централној Француској у региону Лимузен, у департману Корез која припада префектури Исел.
По подацима из 2011. године у општини је живело 351 становника, а густина насељености је износила 13,81 становника/km². Општина се простире на површини од 25,42 km². Налази се на средњој надморској висини од 630 метара (максималној 663 m, а минималној 471 m).

## Демографија
| 1962. | 1968. | 1975. | 1982. | 1990. | 1999. | 2011. |
| ----- | ----- | ----- | ----- | ----- | ----- | ----- |
| 275   | 283   | 279   | 321   | 304   | 341   | 351   |

График промене броја становника у току последњих година